# Aeschynomene indica
Aeschynomene indica es una especie de planta fanerógama perteneciente a la familia de las fabáceas. Es originaria del sur de África.

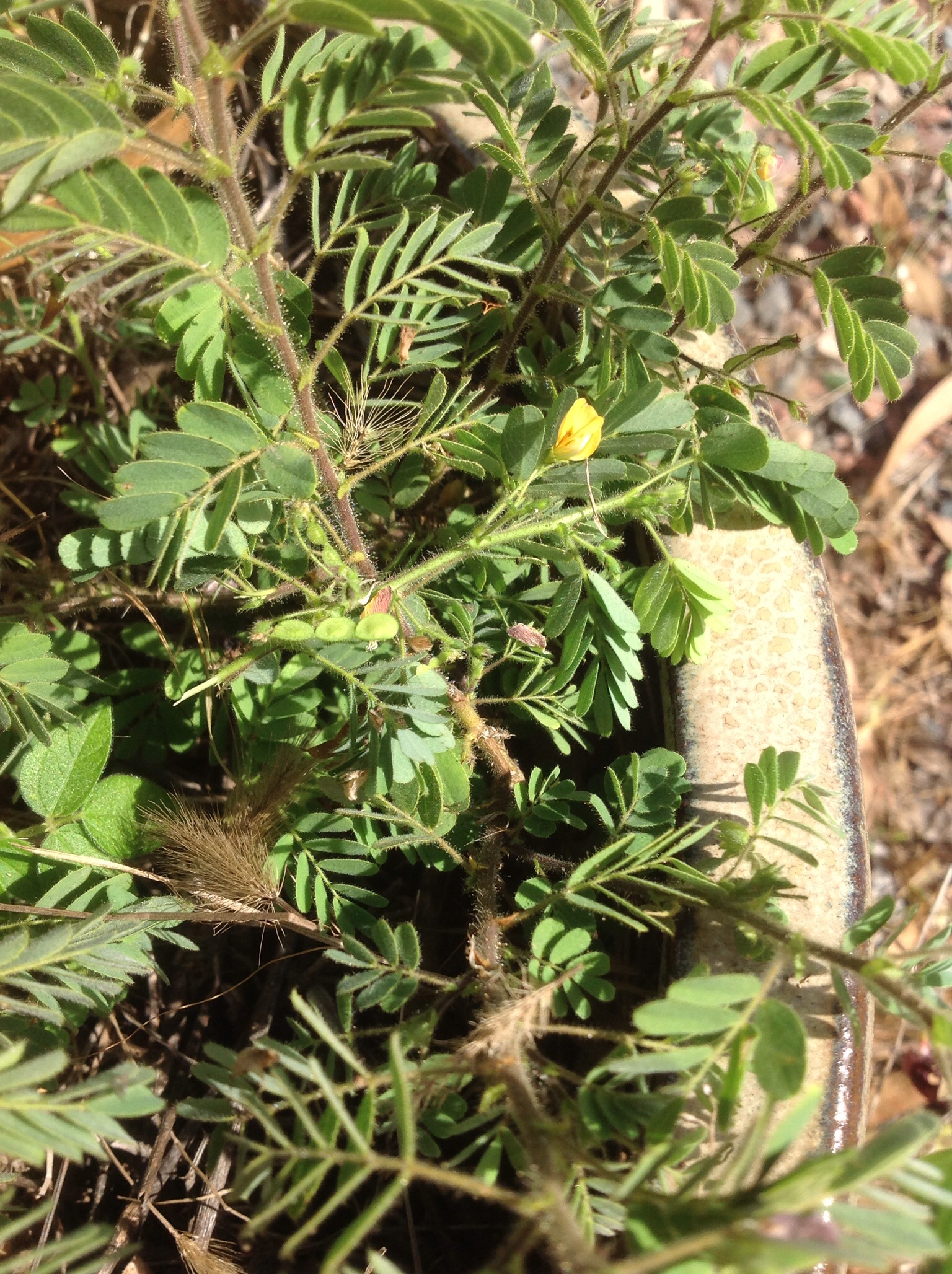
Vista de la planta

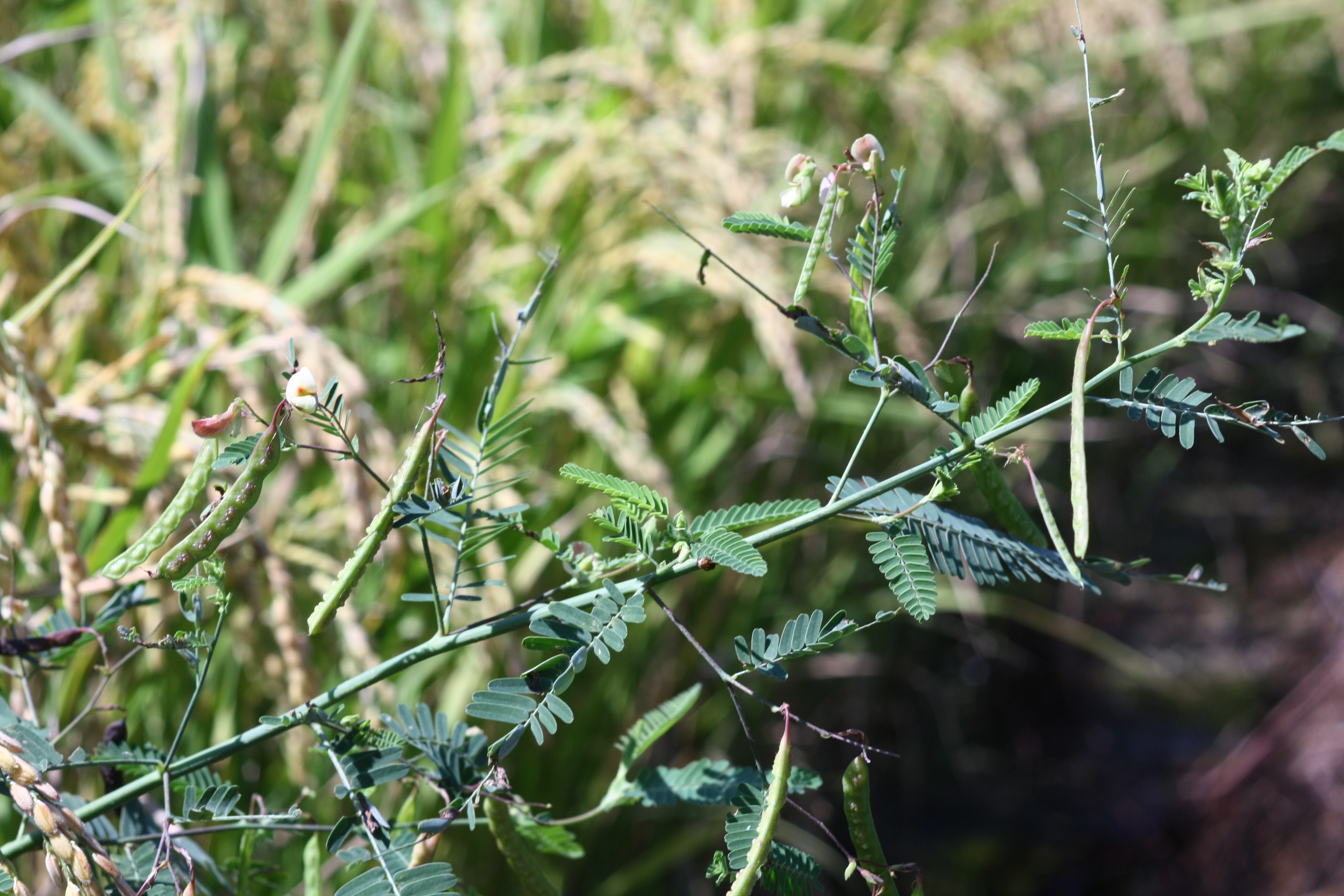
Detalle

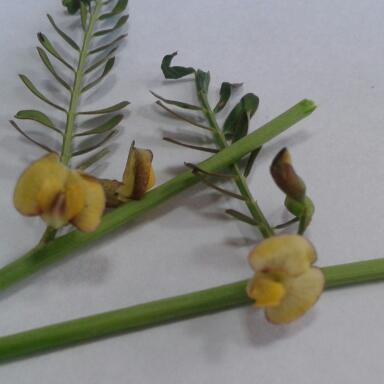
Detalle

## Descripción
Es un subarbusto anual, que alcanza un tamaño de 30-90 cm de altura, tallo glabro, ramas cilíndricas con excreciones glandulares-espinosas similares. Hoja de 3,5-9,0 cm de largo, raquis con excreciones glandulares como espinas. Folikolos 21-71, alternos, subsésiles, en superposición,  lineales, obtusos, mucronados, glabros. Inflorescencia en racimo axilar con 1-4 flores, con pedúnculo de 2.5 cm de largo, pedúnculo y pedicelo glandular, viscosa, pedicelo 5-9 mm de largo. Brácteas de 2 mm de largo.   Corola de 9-10 mm de largo, de color amarillo. La fruta de 2.5 a 4.5 cm de largo, 3-5 mm de ancho, ligeramente curvada, 6-10 articulaciones, glabras o ligeramente peludas, que se separa fácilmente en partes con 1 de semilla.

## Taxonomía
Aeschynomene indica fue descrita por  Carlos Linneo y publicado en Species Plantarum 2: 713–714. 1753.
Etimología
Aeschynomene: nombre genérico que deriva de las palabras griegas para una planta sensible utilizado por Plinio el Viejo, aischynomene, deriva de aischyno =  "vergüenza", y del latín Aeschynomene para una planta que se encoge cuando se toca, una planta sensible.
indica: epíteto geográfico que alude a su localización en la India. 
Sinonimia
- Aeschynomene cachemiriana Cambess.
- Aeschynomene diffusa Willd.
- Aeschynomene evenia "Sensu Rudd, p.p."
- Aeschynomene glaberrima Poir.
- Aeschynomene indica var. punctata Pers.
- Aeschynomene indica var. viscosa Miq.
- Aeschynomene kashmiriana Cambess.
- Aeschynomene macropoda DC.
- Aeschynomene montana Span.
- Aeschynomene oligantha Baker
- Aeschynomene pumila L.
- Aeschynomene punctata Steud.
- Aeschynomene quadrata Schum. & Thonn.
- Aeschynomene richardiana Baill.
- Aeschynomene roxburghii Spreng.
- Aeschynomene subviscosa DC.
- Aeschynomene virginica "sensu auct., p.p."
- Aeschynomene viscidula Willd.
- Hedysarum alpinum Lour.
- Hedysarum neli-tali Roxb.
- Hedysarum virginicum Lour.
- Smithia aspera Roxb.[5][6]